# Vittorio Giovardi
Vittorio Giovardi (Veroli, 11 agosto 1699 – Roma, 27 aprile 1785) è stato un letterato, giurista e presbitero italiano.

## Biografia

### Origini e formazione
Il padre Francesco fu principe perpetuo dell'Accademia Verulana degli Elisi. Ebbe un fratello maggiore, Silvio.
Nel 1717 il Giovardi studiò teologia al Collegio di San Tommaso, la futura Pontificia Università San Tommaso d'Aquino a Roma, e allievo di Francesco Maria Gasparri. Divenne diacono il 13 marzo 1717, ma ottenne gli ordini sacri solo molto tempo dopo, il 14 marzo 1750. Prese la laurea in utroque iure presso l'Università di Macerata il 16 ottobre 1721. Fu avviato alla carriera ecclesiastica dall'arcivescovo Silvio de' Cavalieri 8da cui ereditò la sua biblioteca personale) iniziando come volontario nella Dataria apostolica.  Il 10 agosto 1731 fu nominato protonotario apostolico.
Nel 1753 divenne Ponente del Buon Governo; in seguito fu prelato votante nel Tribunale della Segnatura di Giustizia apostolica, fino a diventare decano di entrambe, nominato da papa Clemente XIII nel marzo 1759.
Fu membro dell'Accademia dell'Arcadia. Morì dopo la Pasqua, il 27 aprile 1785, e fu sepolto nella cappella del Santissimo Crocifisso, fatta costruire nella chiesa dei Santi Gioacchino e Anna ai Monti di Roma.

## Biblioteca Giovardiana
Monsignor Vittorio Giovardi, appassionato di libri, decise di donare alla città di Veroli la sua cospicua collezione che comprendeva anche manoscritti, disegni, stampe ed incunaboli. Iniziò le trattative con le istituzioni ecclesiastiche nel 1766 ed il 20 gennaio 1773 la nuova biblioteca fu istituita nel rione Castello della città laziale.